# モデスト・ファッション

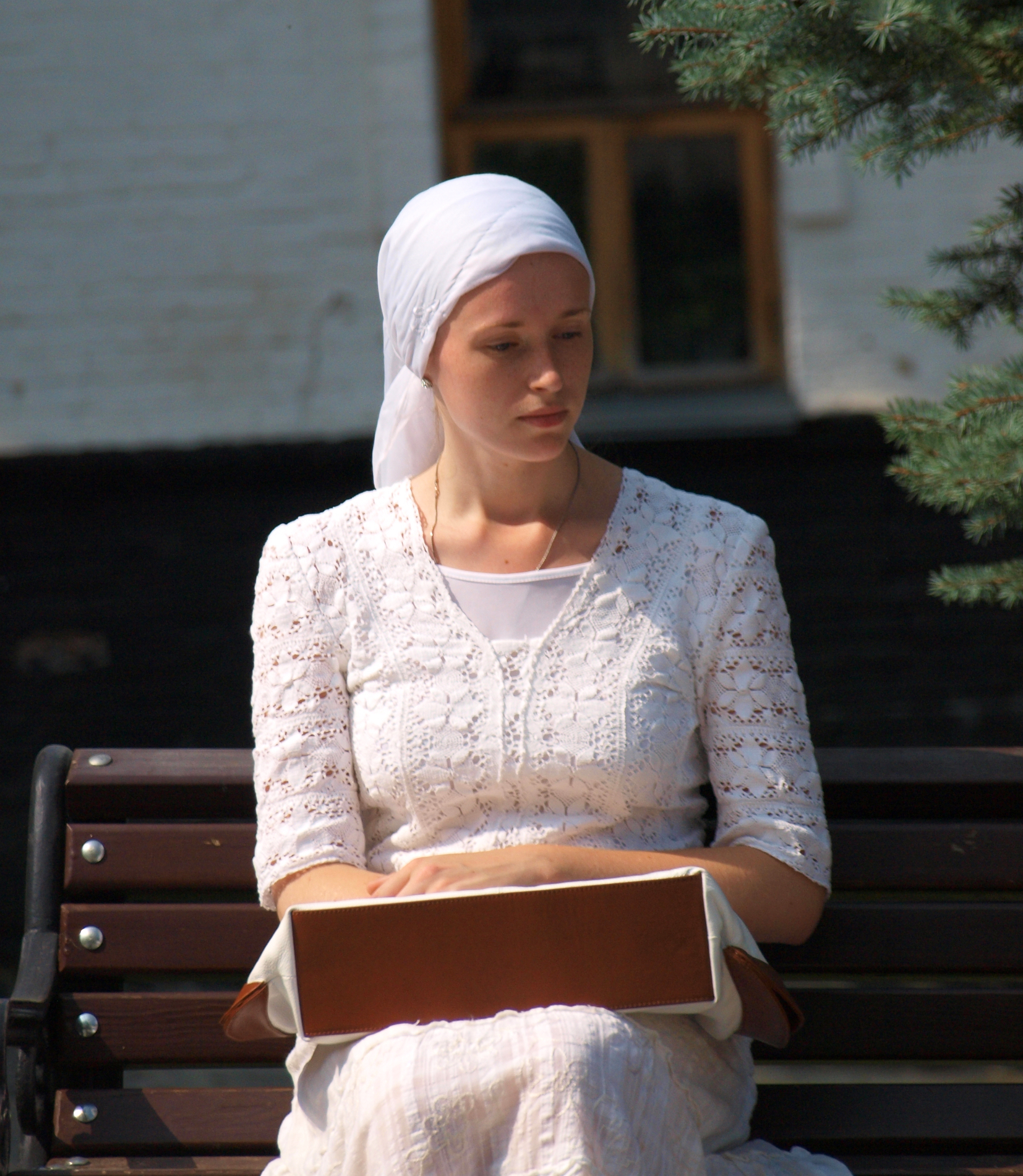
ベールを被るウクライナの東方正教会の女性

モデスト・ファッション（modest fashion）とは、肌の露出の少ない服を着用する女性のファッションのトレンドであり、信仰・宗教もしくは個人の好みを理由とし、特に精神的・様式的な要求を満たす方法で行われる。「モデスト」(modest)とは「慎み深い」という意味の英語であるが、その正確な解釈は文化や国によって異なり、明確な解釈は存在せず、各国の社会・文化的特性に影響される。しかし、「モデスト・ファッション」については、そのような解釈を越えて、「個人の快適さに応じて体を覆うゆったりとした服装」を指す点で一致している。

## 歴史
「モデスト」という言葉は、宗教間でも、また同一の宗教の内部においても多様な解釈が存在するが、共通点も存在する。例えば、キリスト教、ユダヤ教、イスラム教では、多くの文化において女性が頭部を覆い隠す習慣がある。キリスト教ではベールを、ユダヤ教ではシェイテルを、イスラム教ではヒジャブを着用する。
2015年7月28日、トリノで、モデスト・ファッションのガイドラインを規定するための国際パネルディスカッションが開催された。
モデスト・ファッションの世界的な流行については、ロンドン芸術大学・ロンドン・カレッジ・オブ・ファッションの美術史の教授、レイナ・ルイスなどが研究している。ルイスは、2013年に"Modest Fashion: Styling Bodies, Mediating Faith"、2015年に"Muslim Fashion: Contemporary Style Cultures"を出版した。
2018年末のモデスト・ファッションの産業規模は2500億ドルと推定された。

## 受容
イスラム教とユダヤ教の女性たちは、モデスト・ファッションは女性のエンパワーメントにつながると述べている。ニューヨーク大学で開催されたファッションシンポジウム"Meeting Through Modesty"の基調講演において、正統派ユダヤ教のファッションジャーナリストであるミシェル・ホニグは「『モデストな服装は本質的に抑圧的である』というよくある誤解がある。しかし、いわゆる『解放された国々』の女性たちが依然として体を覆い隠すという選択をするなら、それは彼女たち自身の選択である。彼女たちは主体性を持っている」と述べた。
しかし、一部のフェミニストは、モデスト・ファッションを「皮肉な概念」と批判している。2019年、ドイツのフランクフルトでモデスト・ファッション展が開催された後、ドイツの女性権利団体テラ・デ・ファムのインゲ・ベルは、この展覧会は世界中のスカーフを着用したくない女性や外したい女性への侮辱だと述べた。ドイツのフェミニスト向け雑誌『エンマ』には、女性権利活動家から、「この展覧会はドイツ国内外の女性権利活動家への攻撃であり、イランでは毎年この服装規定を破った数千人の女性が処罰を受けている」という手紙が寄せられた。
ドルチェ&ガッバーナ、H&M、ユニクロなど、多くのファッションブランドが、正統派のイスラム教徒、ユダヤ教徒、キリスト教徒、ヒンドゥー教徒がスタイリッシュに着用できるデザインの服を次々に発表している。